# Unidade (teoria dos anéis)
Em matemática, um elemento inversível ou uma unidade em um anel (unital) R refere-se a qualquer elemento u que tem seu elemento inverso no monoide multiplicativo de R, i.e. um elemento v que
uv = vu = 1R, onde 1R é o elemento identidade multiplicativo.
Infelizmente, o termo unidade é também usado referindo-se ao elemento identidade 1R do anel, em expressões como anel com uma unidade ou anel unidade, e também e.g. matriz 'unidade'. (Por esta razão, alguns autores chamam 1R "unidade", e dizem que R é um "anel com unidade" em vez de "anel com uma unidade".)
Se {\displaystyle 0\neq 1} no anel, então {\displaystyle 0} não é uma unidade. Se {\displaystyle 0\neq 1} e a soma de qualquer duas não unidades não é uma unidade, então o anel é um anel local.